# Frederick R. Karl
Frederick Robert Karl (1927-2004), fue un crítico literario y profesor universitario estadounidense, autor de libros sobre la vida y obra de Joseph Conrad y otras figuras literarias de renombre.

## Biografía
Nació en Brooklyn, Nueva York. Después de servir en la Marina de EE. UU., de 1944 a 1946, asistió a la Universidad de Columbia y a la de Stanford. Fue profesor en el City College de la City University of New York, de 1957 a 1982, y desde 1982 fue profesor de Inglés en la Universidad de Nueva York. Llevó a cabo estudios sobre muchos escritores, pero fue principalmente conocido como biógrafo de Conrad, y como editor, con Laurence Davies, de la voluminosa correspondencia de aquel. El interés de Karl por Conrad se despertó cuando era estudiante de doctorado de Columbia, hasta el punto de que negoció los derechos de publicación de la obra de Conrad cuando todavía era estudiante.
A finales de la década de 1950, Karl comenzó a hacerse un nombre como responsable de guías literarias y estudios críticos. Su primera guía, sobre la novelística del siglo XX, se tituló A Reader's Guide to Great 20th-Century English Novels. Fue publicada en 1959, y trataba de escritores como E. M. Forster, D. H. Lawrence, Virginia Woolf y Joseph Conrad.
Su siguiente guía la dedicó íntegramente a la obra de Conrad (ed. 1960 y 1992), recabando asimismo estudios sobre C. P. Snow (1963) y sobre la novela británica en general del siglo XIX (1965) y del siglo XVIII (1974). Estos trabajos condujeron a su esperada magnum opus sobre Conrad: Joseph Conrad: The Three Lives. A Biography (1979).
El archivo literario de Karl, conservado en el Universidad de South Carolina, recoge documentación sobre sus cuatro grandes biografías: las de Joseph Conrad (1979), William Faulkner (1989), Franz Kafka (1991) y George Eliot (1995), con un registro muy completo, y bien organizado, de las etapas de investigación, elaboración, desarrollado y edición de cada proyecto. Dicho archivo incluye por otra parte material similar detallado tanto de otros libros de Karl, como de su novela sobre la Segunda Guerra Mundial, The Quest (1961), y de otros dos importantes trabajos críticos sobre la ficción moderna americana, además de un gran proyecto editorial a largo plazo, inconcluso: las cartas de Joseph Conrad (1983-). Para este trabajo se escribió con más de 2000 coleccionistas de material sobre Conrad, académicos y bibliotecarios. El archivo incluye cartas de otros bibliógrafos de importancia (Leon Edel, Joseph Blotner, Lionel Trilling), así como de otros corresponsales importantes (por ejemplo, Bertrand Russell, John Barth).
El 30 de enero de 1968, Karl firmó el compromiso "Writers and Editors War Tax Protest" ["Protesta de escritores y editores contra la tasa de guerra"], contra la Guerra de Vietnam.
Karl vivía en East Hampton, N. Y., cuando falleció a los 77 años de insuficiencia renal, según informó su familia. Le sobrevivieron su mujer, Dolores, una hermana, tres hijas y cinco nietos.
Buena muestra del profundo saber literario de este autor son los siguientes comentarios sobre el escritor irlandés Samuel Beckett, al que hábilmente ubica en la historia de la literatura y relaciona con otros escritores: 

Las dos primeras novelas de Beckett —Murphy (1938) y Watt (publicada en 1953, pero escrita en 1942-1944)— fueron redactadas en inglés y se desarrollan en un ambiente decididamente inglés, pero aquel novelista, hijo de Irlanda, tendría que asociarse bien pronto a una forma continental de ver las cosas, tanto desde el punto de vista literario como filosófico. En filosofía rechazaría de plano el racionalismo y la lógica ingleses en favor de la división cartesiana entre cuerpo y alma. Y en literatura se encuentra más próximo a Proust, Céline, Sartre, Camus y Ionesco, así como a escritores experimentalistas como Robbe-Grillet y Nathalie Sarraute, que a los novelistas ingleses de los últimos cien años. Solo muestra cierta afinidad con Joyce, y tal vez con Dickens, y ello menos por el contenido que por ciertos patrones y técnicas que se repiten en sus obras.